# Louis Hervé Aimée
Hervé Aimé est un homme politique mauricien né le 15 octobre 1947. Il occupe les fonctions de ministre des Collectivités locales.